# Cifra de negocios
En contabilidad, la cifra de negocios son los ingresos que un negocio obtiene de sus actividades comerciales normales, generalmente de la venta de bienes y servicios a los clientes. También se denomina ingresos ordinarios, ventas o volumen de negocios. Algunas compañías generan este volumen gracias a los intereses, regalías u otros cargos. La cifra de negocios puede referirse a los ingresos del negocio en general, o puede hacer referencia a la cantidad, en una unidad monetaria, ganada durante un período de tiempo, como "en el año pasado, la empresa X tuvo una cifra de negocios de 42 millones". Los beneficios contables o ingresos netos generalmente implican el cálculo de la cifra de negocios total menos los gastos totales en un período determinado.